# Ligne 3 de trolleybus de Riga
 (février 2024).
Si vous disposez d'ouvrages ou d'articles de référence ou si vous connaissez des sites web de qualité traitant du thème abordé ici, merci de compléter l'article en donnant les références utiles à sa vérifiabilité et en les liant à la section « Notes et références ».
La ligne 3 du trolleybus de Riga (en letton : 3. trolejbusu maršruts) est une ligne de trolleybus de Riga en Lettonie.

## Infrastructure

### Ligne
La ligne 3 de trolleybus des transports publics de Riga relie le marché central à Sarkandaugava.
Douze trolleybus circulent sur la ligne 3 de trolleybus en semaine et quatre trolleybus en fin de semaine en septembre 2022.
Parcours :
- Dans le sens Centrāltirgus — Sarkandaugava le trolleybus emprunte les rues: Gaiziņa iela, Gogoļa iela, Marijas iela, Merķeļa iela, Kalpaka bulvāris, Krišjāņa Valdemāra iela, Duntes iela et Tilta iela.
- Dans le sens Sarkandaugava — Centrāltirgus le trolleybus emprunte les rues: Tilta iela, Duntes iela, Krišjāņa Valdemāra iela, Raiņa bulvāris, Gogoļa iela, Turgeņeva iela, Prāgas iela et Gaiziņa iela.

### Arrêts
Il y a un total de 34 arrêts ligne 3 de trolleybus.
- Dans le sens Centrāltirgus - Sarkandaugava, il y a 17 arrêts.
- Il y a également 17 arrêts dans le sens Sarkandaugava - Centrāltirgus.

| N° | Arrêts                                  |
| -- | --------------------------------------- |
| 1  | Centrālā stacija                        |
| 2  | Merķeļa iela                            |
| 3  | Inženieru iela                          |
| 4  | Mākslas muzejs                          |
| 5  | Lāčplēša iela                           |
| 6  | Bruņinieku iela                         |
| 7  | Aristīda Briāna iela                    |
| 8  | Alojas iela                             |
| 9  | Ēveles iela                             |
| 10 | Ierēdņu iela                            |
| 11 | Laktas iela                             |
| 12 | Traumatoloģijas un ortopēdijas slimnīca |
| 13 | Ozolaine / Jūras medicīnas centrs       |
| 14 | Vītolu iela                             |
| 15 | Tilta iela                              |
| 16 | Sarkandaugava                           |
| 17 | Sarkandaugavas stacija                  |

| N° | Arrêts                                  |
| -- | --------------------------------------- |
| 1  | Sarkandaugavas stacija                  |
| 2  | Sarkandaugava                           |
| 3  | Duntes iela                             |
| 4  | Vītolu iela                             |
| 5  | Ozolaine / Jūras medicīnas centrs       |
| 6  | Traumatoloģijas un ortopēdijas slimnīca |
| 7  | Laktas iela                             |
| 8  | Ierēdņu iela                            |
| 9  | Ēveles iela                             |
| 10 | Palīdzības iela                         |
| 11 | Bruņinieku iela                         |
| 12 | Emiļa Melngaiļa iela                    |
| 13 | Elizabetes iela                         |
| 14 | Raiņa bulvāris                          |
| 15 | Inženieru iela                          |
| 16 | Centrālā stacija                        |
| 17 | Centrāltirgus                           |

## Galerie

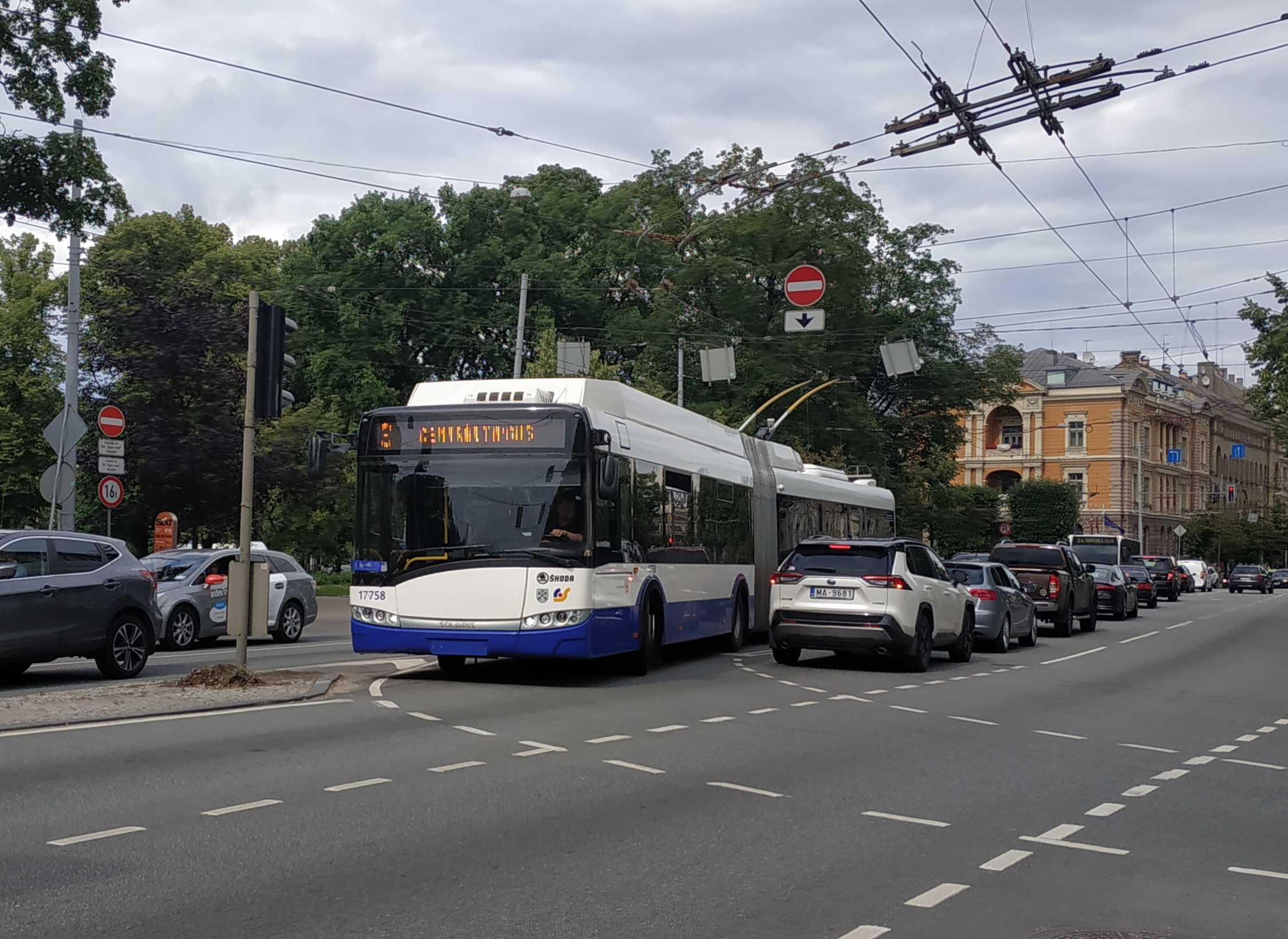
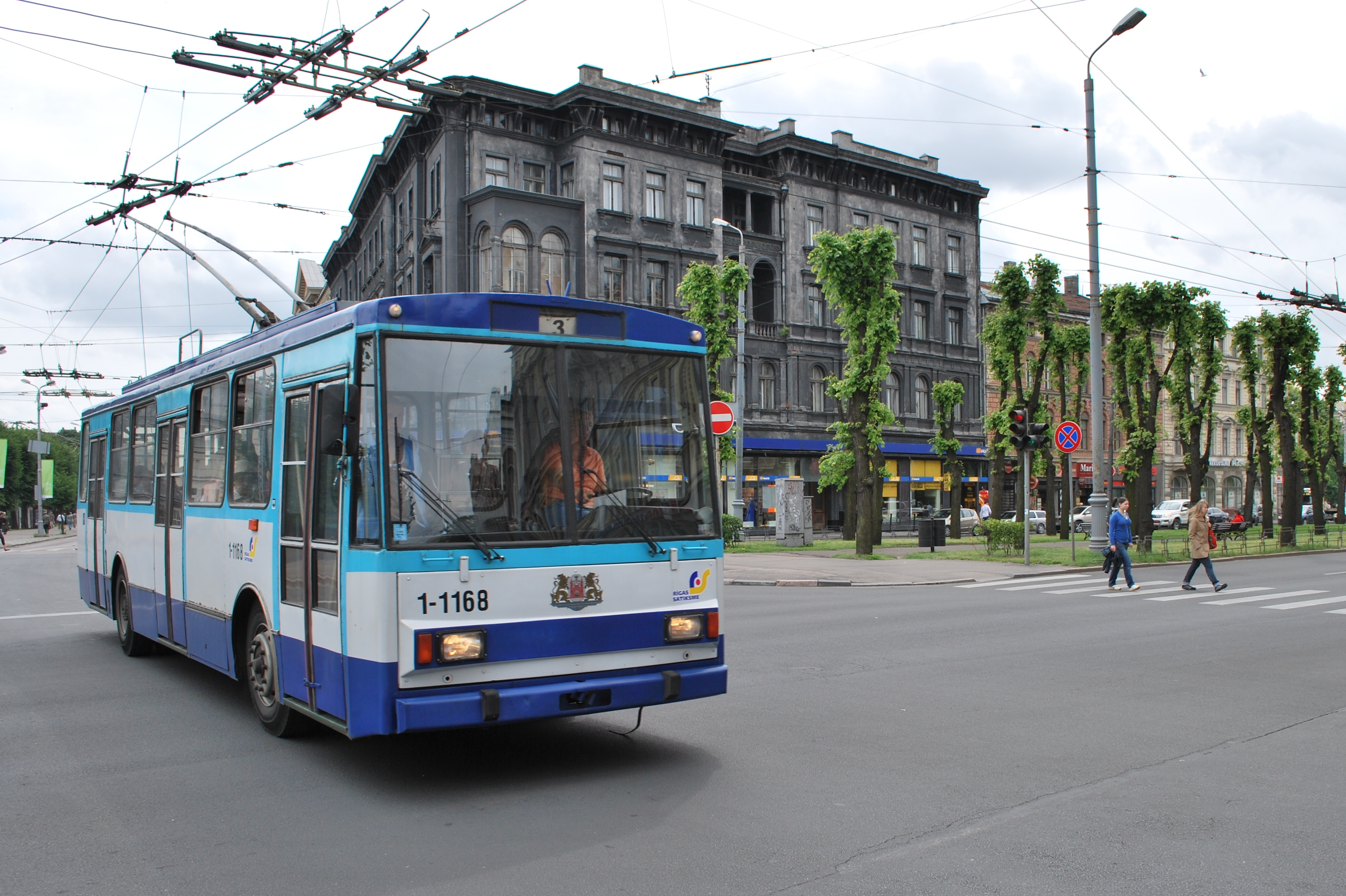
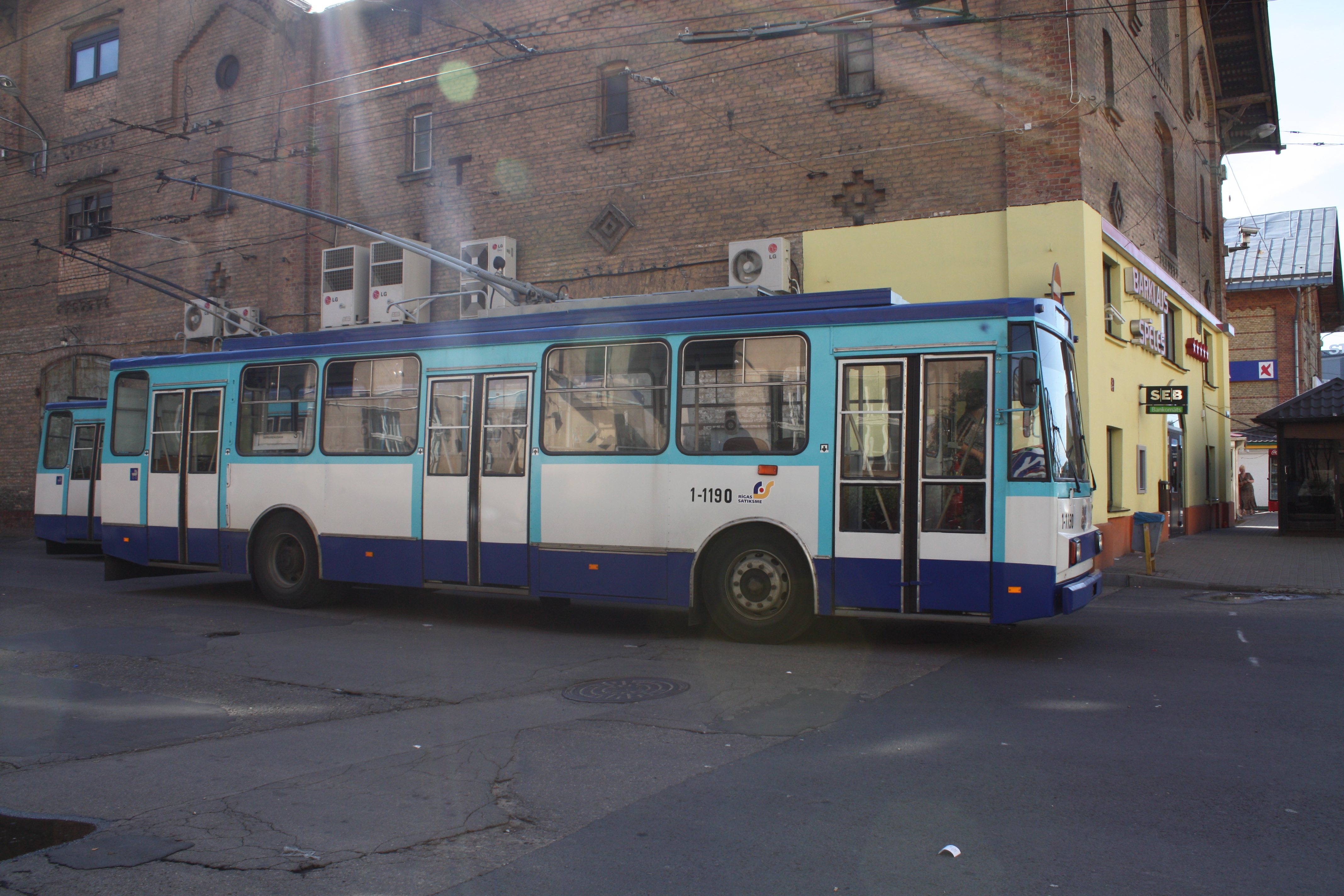
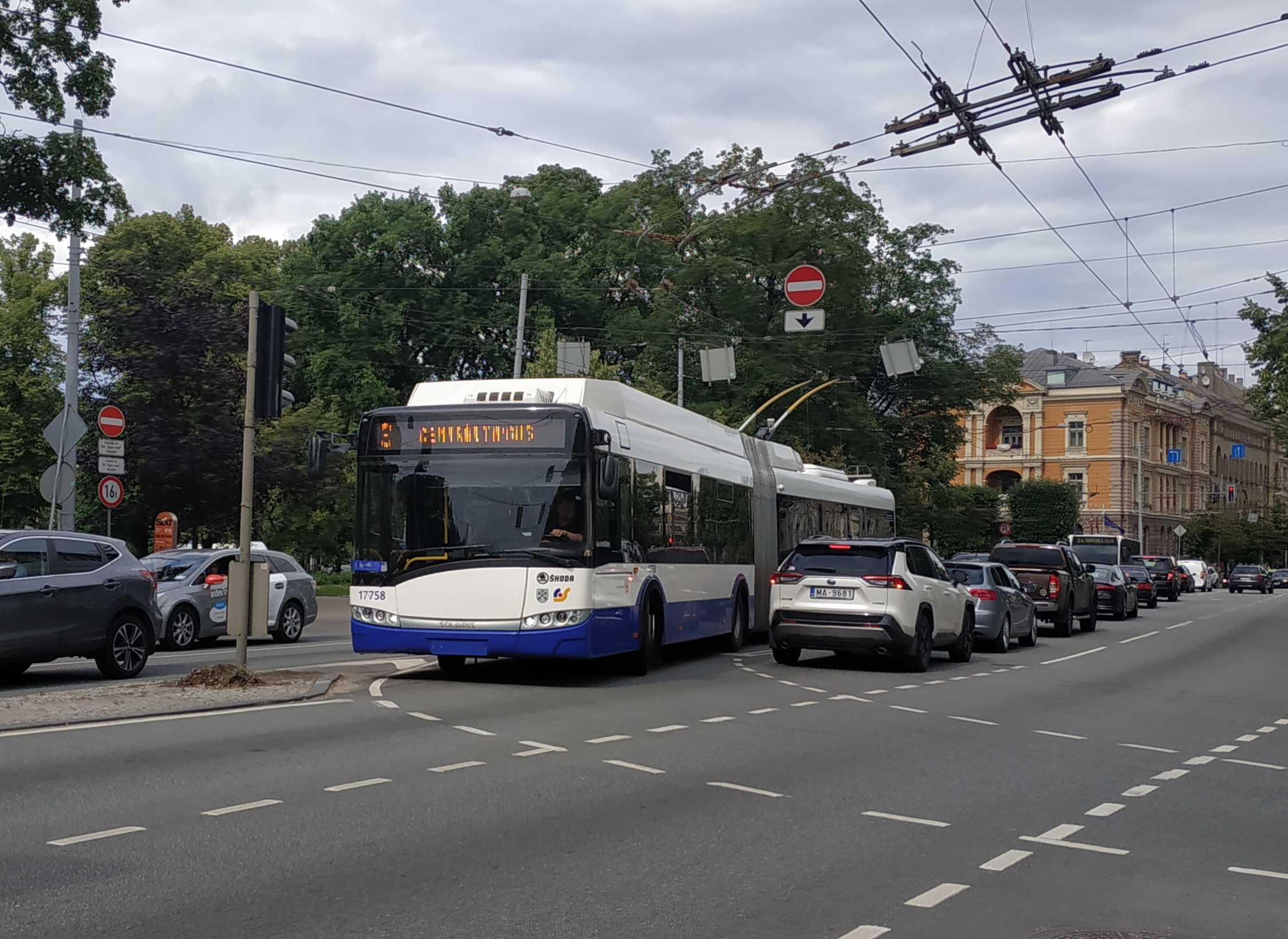